# Irja Askola

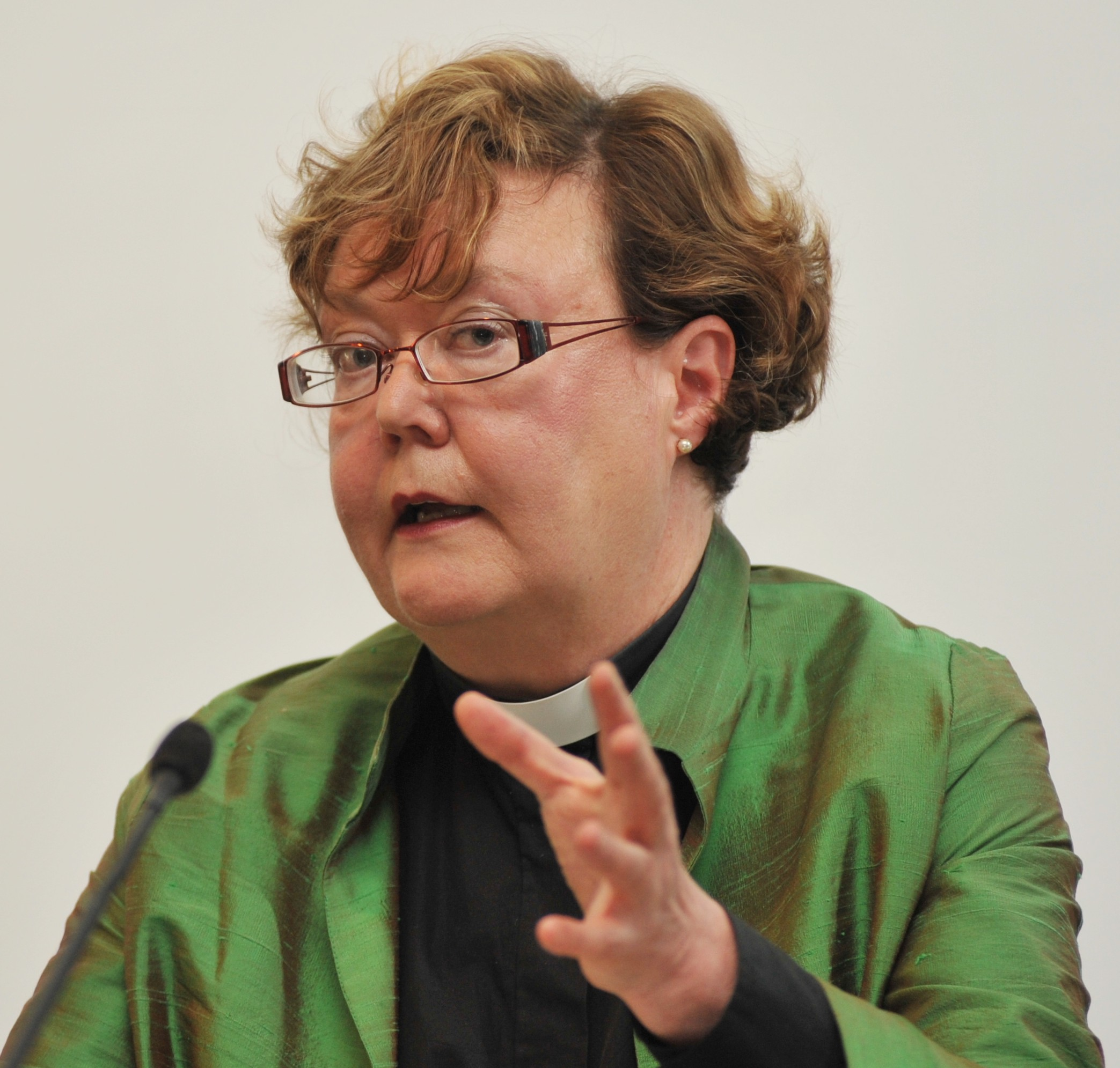
Irja Askola, 2010

Irja Askola (* 18. Dezember 1952 in Lappeenranta) ist eine finnische Geistliche und die ehemalige Bischöfin des Bistums Helsinki in der Evangelisch-Lutherischen Kirche Finnlands.

## Leben
Nach ihrer Schulzeit studierte Askola Evangelische Theologie in Finnland und erwarb 1975 den Magistergrad. Anschließend arbeitete sie als Assistentin für Kirchensoziologie an der Universität Helsinki. 1988 wurde sie ordiniert. Von 1991 bis 1999 arbeitete sie in Genf als Exekutivsekretärin der Konferenz Europäischer Kirchen, danach an der Fachhochschule für Diakonie. 2004 wurde sie theologische Referentin des Bischofs von Espoo Mikko Heikka.
Askola wurde Anfang Juni 2010 zur Nachfolgerin von Bischof Eero Huovinen im Bistum Helsinki gewählt. Im September wurde sie in ihr Amt eingeführt und war damit die erste Bischöfin in der Evangelisch-Lutherischen Kirche Finnlands. 2017 trat sie in den Ruhestand; ihr Nachfolger ist Teemu Laajasalo.
Askola galt als liberale Bischöfin. Sie setzte sich für die Segnung gleichgeschlechtlicher Paare ein und ordinierte 2013 erstmals ein homosexuelles Paar für den Dienst in der Kirche.